# Kroatien i Eurovision Song Contest 2017
Kroatien deltog i Eurovision Song Contest 2017 i Kiev i Ukraina. Landet representerades av Jacques Houdek med låten "My Friend". I ESC-finalen slutade Kroatien på en 13:e plats.  

## Internval
Internvalet gjordes av Kroatiens nationella TV-bolag HRT. Den 17 februari 2017 valdes Jacques Houdek att representera landet. Tre dagar senare presenterades låtens titel. Den 2 mars presenterades låten offentligt.